# Liste der Kirchen im Bistum Aachen – Region Heinsberg
Die Liste der Kirchen im Bistum Aachen – Region Heinsberg listet die römisch-katholischen Kirchen auf, die zum Bestand der GdG Heinsberg/Waldfeucht, GdG Heinsberg-Oberbruch, GdG Wegberg, GdG Wassenberg, GdG Hückelhoven, GdG Erkelenz, GdG St. Bonifatius, Geilenkirchen, GdG Gangelt, GdG St. Servatius, Selfkant und GdG Übach-Palenberg im Bistum Aachen zählen. Die Kapellen der Region sind in der Liste der Kapellen im Bistum Aachen – Region Heinsberg einsortiert, die profanierten Kirchen in der Liste der profanierten Kirchen im Bistum Aachen.

## Liste
| Bild | Kirche                         | Ort                          | Pfarrei                               | Gemeinschaft der Gemeinden   | Rang                         | Bauzeit                                                                     |
| ---- | ------------------------------ | ---------------------------- | ------------------------------------- | ---------------------------- | ---------------------------- | --------------------------------------------------------------------------- |
|      | St. Lambertus                  | Erkelenz                     | Christkönig/Erkelenz                  | Erkelenz                     | Pfarrkirche                  | 1458 (Turm), 1948–1954                                                      |
|      | St. Christophorus              | Erkelenz-Gerderath           | Christkönig/Erkelenz                  | Erkelenz                     | Filialkirche                 | 1782–1783, 1786 (Turm)                                                      |
|      | Hl. Dreifaltigkeit             | Erkelenz-Gerderhahn          | Christkönig/Erkelenz                  | Erkelenz                     | Filialkirche                 | 1901–1904                                                                   |
|      | St. Stephanus                  | Erkelenz-Golkrath            | Christkönig/Erkelenz                  | Erkelenz                     | Filialkirche                 | 1949–1951 mit Einbeziehung erhaltener Mauern des Vorgängerbaus von 1897/98  |
|      | St. Michael                    | Erkelenz-Granterath          | Christkönig/Erkelenz                  | Erkelenz                     | Filialkirche                 | 1863–1864, 1957 und 1967 Anbau der Seitenschiffe, 1956 Bau des Glockenturms |
|      | St. Josef                      | Erkelenz-Hetzerath           | Christkönig/Erkelenz                  | Erkelenz                     | Filialkirche                 | 1912 (Alter Teil), 1953 (neuer Teil)                                        |
|      | St. Cosmas und Damian          | Erkelenz-Holzweiler          | Christkönig/Erkelenz                  | Erkelenz                     | Filialkirche                 | 1857–1859 (Kirchenschiff), 1914–1921 (Glockenturm)                          |
|      | St. Laurentius                 | Erkelenz-Houverath           | Christkönig/Erkelenz                  | Erkelenz                     | Filialkirche                 | 1885–1887                                                                   |
|      | St. Mariä Empfängnis           | Erkelenz-Katzem              | Christkönig/Erkelenz                  | Erkelenz                     | Filialkirche                 | 1861–1868                                                                   |
|      | St. Servatius                  | Erkelenz-Kückhoven           | Christkönig/Erkelenz                  | Erkelenz                     | Filialkirche                 |                                                                             |
|      | St. Pauli Bekehrung            | Erkelenz-Lövenich            | Christkönig/Erkelenz                  | Erkelenz                     | Filialkirche                 |                                                                             |
|      | St. Antonius                   | Erkelenz-Tenholt             | Christkönig/Erkelenz                  | Erkelenz                     | Filialkirche                 |                                                                             |
|      | St. Valentin                   | Erkelenz-Venrath             | Christkönig/Erkelenz                  | Erkelenz                     | Filialkirche                 |                                                                             |
|      | St. Nikolaus                   | Gangelt                      | St. Nikolaus/Gangelt                  | Gangelt                      | Pfarrkirche                  |                                                                             |
|      | St. Urban                      | Gangelt-Birgden              | St. Urban/Birgden                     | Gangelt                      | Pfarrkirche                  |                                                                             |
|      | St. Maternus                   | Gangelt-Breberen             | St. Maternus/Breberen                 | Gangelt                      | Pfarrkirche                  |                                                                             |
|      | St. Josef                      | Gangelt-Hastenrath           | St. Josef/Hastenrath                  | Gangelt                      | Pfarrkirche                  |                                                                             |
|      | Zur Schmerzhaften Muttergottes | Gangelt-Kreuzrath            | St. Nikolaus/Gangelt                  | Gangelt                      | Filialkirche                 |                                                                             |
|      | St. Mariä Empfängnis           | Gangelt-Langbroich           | St. Mariä Empfängnis/Langbroich       | Gangelt                      | Pfarrkirche                  |                                                                             |
|      | St. Anna                       | Gangelt-Schierwaldenrath     | St. Anna/Schierwaldenrath             | Gangelt                      | Pfarrkirche                  |                                                                             |
|      | St. Mariä Himmelfahrt          | Geilenkirchen                | St. Mariä Himmelfahrt/Geilenkirchen   | St. Bonifatius Geilenkirchen | Pfarrkirche                  |                                                                             |
|      | St. Marien                     | Geilenkirchen-Gillrath       | St. Marien/Gillrath                   | St. Bonifatius Geilenkirchen | Pfarrkirche                  |                                                                             |
|      | St. Kornelius                  | Geilenkirchen-Grotenrath     | St. Kornelius/Grotenrath              | St. Bonifatius Geilenkirchen | Pfarrkirche                  |                                                                             |
|      | St. Johann Baptist             | Geilenkirchen-Hünshoven      | St. Mariä Himmelfahrt/Geilenkirchen   | St. Bonifatius Geilenkirchen | Filialkirche                 |                                                                             |
|      | St. Peter                      | Geilenkirchen-Immendorf      | St. Peter/Immendorf                   | St. Bonifatius Geilenkirchen | Pfarrkirche                  |                                                                             |
|      | St. Gertrud                    | Geilenkirchen-Kraudorf       | St. Gertrud/Kraudorf                  | St. Bonifatius Geilenkirchen | Pfarrkirche                  |                                                                             |
|      | St. Johann Baptist             | Geilenkirchen-Lindern        | St. Johann Baptist/Lindern            | St. Bonifatius Geilenkirchen | Pfarrkirche                  |                                                                             |
|      | St. Johann Evangelist          | Geilenkirchen-Prummern       | St. Johann Evangelist/Prummern        | St. Bonifatius Geilenkirchen | Pfarrkirche                  |                                                                             |
|      | Heilig Kreuz                   | Geilenkirchen-Süggerath      | Heilig Kreuz/Süggerath                | St. Bonifatius Geilenkirchen | Pfarrkirche                  |                                                                             |
|      | St. Willibrord                 | Geilenkirchen-Teveren        | St. Willibrord/Teveren                | St. Bonifatius Geilenkirchen | Pfarrkirche                  |                                                                             |
|      | St. Anna                       | Geilenkirchen-Tripsrath      | St. Anna/Tripsrath                    | St. Bonifatius Geilenkirchen | Pfarrkirche                  |                                                                             |
|      | St. Gereon                     | Geilenkirchen-Würm           | St. Gereon/Würm                       | St. Bonifatius Geilenkirchen | Pfarrkirche                  |                                                                             |
|      | St. Gangolf                    | Heinsberg                    | St. Gangolf/Heinsberg                 | Heinsberg/Waldfeucht         | Pfarrkirche                  |                                                                             |
|      | St. Lambertus                  | Heinsberg-Dremmen            | St. Lambertus/Dremmen                 | Heinsberg-Oberbruch          | Pfarrkirche                  |                                                                             |
|      | St. Andreas                    | Heinsberg-Eschweiler         | St. Andreas/Eschweiler                | Heinsberg-Oberbruch          | Pfarrkirche                  |                                                                             |
|      | St. Josef                      | Heinsberg-Horst              | St. Josef/Horst                       | Heinsberg-Oberbruch          | Pfarrkirche                  |                                                                             |
|      | St. Severin                    | Heinsberg-Karken             | St. Severin/Karken                    | Heinsberg/Waldfeucht         | Pfarrkirche                  |                                                                             |
|      | St. Nikolaus                   | Heinsberg-Kempen             | St. Nikolaus/Kempen                   | Heinsberg/Waldfeucht         | Pfarrkirche                  |                                                                             |
|      | St. Hubertus                   | Heinsberg-Kirchhoven         | St. Hubertus/Kirchhoven               | Heinsberg/Waldfeucht         | Pfarrkirche                  |                                                                             |
|      | St. Josef                      | Heinsberg-Laffeld            | St. Josef/Laffeld                     | Heinsberg/Waldfeucht         | Pfarrkirche                  |                                                                             |
|      | St. Aloysius                   | Heinsberg-Oberbruch          | St. Aloysius/Oberbruch                | Heinsberg-Oberbruch          | Pfarrkirche                  |                                                                             |
|      | St. Mariä Rosenkranz           | Heinsberg-Porselen           | St. Mariä Rosenkranz/Porselen         | Heinsberg-Oberbruch          | Pfarrkirche                  |                                                                             |
|      | St. Lambertus                  | Heinsberg-Randerath          | St. Lambertus/Randerath               | Heinsberg-Oberbruch          | Pfarrkirche                  |                                                                             |
|      | St. Theresia                   | Heinsberg-Schafhausen        | St. Theresia/Schafhausen              | Heinsberg/Waldfeucht         | Pfarrkirche                  |                                                                             |
|      | St. Mariä Rosenkranz           | Heinsberg-Straeten           | St. Mariä Rosenkranz/Straeten         | Heinsberg/Waldfeucht         | Pfarrkirche                  |                                                                             |
|      | St. Mariä Himmelfahrt          | Heinsberg-Uetterath          | St. Mariä Himmelfahrt/Uetterath       | Heinsberg-Oberbruch          | Pfarrkirche                  |                                                                             |
|      | St. Nikolaus                   | Heinsberg-Waldenrath         | St. Nikolaus/Waldenrath               | Heinsberg/Waldfeucht         | Pfarrkirche                  |                                                                             |
|      | St. Lambertus                  | Hückelhoven                  | St. Lambertus und Barbara/Hückelhoven | Hückelhoven                  | Pfarrkirche                  |                                                                             |
|      | St. Brigida                    | Hückelhoven-Baal             | St. Brigida/Baal                      | Hückelhoven                  | Pfarrkirche                  |                                                                             |
|      | St. Gereon                     | Hückelhoven-Brachelen        | St. Gereon/Brachelen                  | Hückelhoven                  | Pfarrkirche                  |                                                                             |
|      | St. Dionysius                  | Hückelhoven-Doveren          | St. Dionysius/Doveren                 | Hückelhoven                  | Pfarrkirche                  |                                                                             |
|      | St. Leonhard                   | Hückelhoven-Hilfarth         | St. Leonhard/Hilfarth                 | Hückelhoven                  | Pfarrkirche                  |                                                                             |
|      | St. Stephanus                  | Hückelhoven-Kleingladbach    | St. Stephanus/Kleingladbach           | Hückelhoven                  | Pfarrkirche                  |                                                                             |
|      | St. Johannes der Täufer        | Hückelhoven-Ratheim          | St. Johann Baptist/Ratheim            | Hückelhoven                  | Pfarrkirche                  |                                                                             |
|      | Herz-Jesu-Kirche               | Hückelhoven-Rurich           | Herz Jesu/Rurich                      | Hückelhoven                  | Pfarrkirche                  |                                                                             |
|      | St. Bonifatius                 | Hückelhoven-Schaufenberg     | St. Bonifatius/Schaufenberg           | Hückelhoven                  | Pfarrkirche und Grabeskirche |                                                                             |
|      | St. Gertrud                    | Selfkant-Havert              | St. Gertrud/Havert                    | St. Servatius Selfkant       | Pfarrkirche                  |                                                                             |
|      | St. Michael                    | Selfkant-Hillensberg         | St. Michael/Hillensberg               | St. Servatius Selfkant       | Pfarrkirche                  |                                                                             |
|      | St. Lambertus                  | Selfkant-Höngen              | St. Lambertus/Höngen                  | St. Servatius Selfkant       | Pfarrkirche                  |                                                                             |
|      | St. Nikolaus                   | Selfkant-Millen              | St. Nikolaus/Millen                   | St. Servatius Selfkant       | Pfarrkirche                  |                                                                             |
|      | St. Lucia                      | Selfkant-Saeffelen           | St. Lucia/Saeffelen                   | St. Servatius Selfkant       | Pfarrkirche                  |                                                                             |
|      | St. Peter und Paul             | Selfkant-Schalbruch          | St. Gertrud/Havert                    | St. Servatius Selfkant       | Filialkirche                 |                                                                             |
|      | St. Hubertus                   | Selfkant-Süsterseel          | St. Hubertus/Süsterseel               | St. Servatius Selfkant       | Pfarrkirche                  |                                                                             |
|      | St. Gertrud                    | Selfkant-Tüddern             | St. Gertrud/Tüddern                   | St. Servatius Selfkant       | Pfarrkirche                  |                                                                             |
|      | St. Severin                    | Selfkant-Wehr                | St. Severin/Wehr                      | St. Servatius Selfkant       | Pfarrkirche                  |                                                                             |
|      | St. Fidelis                    | Übach-Palenberg-Boscheln     | St. Petrus/Übach-Palenberg            | Übach-Palenberg              | Filialkirche                 |                                                                             |
|      | Alte Kirche St. Dionysius      | Übach-Palenberg-Frelenberg   | St. Petrus/Übach-Palenberg            | Übach-Palenberg              | Filialkirche                 |                                                                             |
|      | St. Dionysius                  | Übach-Palenberg-Frelenberg   | St. Petrus/Übach-Palenberg            | Übach-Palenberg              | Filialkirche                 |                                                                             |
|      | St. Mariä Heimsuchung          | Übach-Palenberg-Marienberg   | St. Petrus/Übach-Palenberg            | Übach-Palenberg              | Filialkirche                 |                                                                             |
|      | St. Theresia                   | Übach-Palenberg-Palenberg    | St. Petrus/Übach-Palenberg            | Übach-Palenberg              | Filialkirche                 |                                                                             |
|      | St. Mariä Himmelfahrt          | Übach-Palenberg-Scherpenseel | St. Petrus/Übach-Palenberg            | Übach-Palenberg              | Filialkirche                 |                                                                             |
|      | St. Dionysius                  | Übach-Palenberg-Übach        | St. Petrus/Übach-Palenberg            | Übach-Palenberg              | Pfarrkirche                  |                                                                             |
|      | St. Lambertus                  | Waldfeucht                   | St. Lambertus/Waldfeucht              | Heinsberg/Waldfeucht         | Pfarrkirche                  |                                                                             |
|      | St. Josef                      | Waldfeucht-Bocket            | St. Josef/Bocket                      | Heinsberg/Waldfeucht         | Pfarrkirche                  |                                                                             |
|      | St. Klemens                    | Waldfeucht-Braunsrath        | St. Klemens/Braunsrath                | Heinsberg/Waldfeucht         | Pfarrkirche                  |                                                                             |
|      | St. Johann Baptist             | Waldfeucht-Haaren            | St. Johann Baptist/Haaren             | Heinsberg/Waldfeucht         | Pfarrkirche                  |                                                                             |
|      | Herz Jesu                      | Waldfeucht-Obspringen        | Herz Jesu/Obspringen                  | Heinsberg/Waldfeucht         | Pfarrkirche                  |                                                                             |
|      | St. Georg                      | Wassenberg                   | St. Marien/Wassenberg                 | Wassenberg                   | Pfarrkirche                  |                                                                             |
|      | St. Mariä Himmelfahrt          | Wassenberg                   | St. Marien/Wassenberg                 | Wassenberg                   | Filialkirche                 |                                                                             |
|      | St. Lambertus                  | Wassenberg-Birgelen          | St. Marien/Wassenberg                 | Wassenberg                   | Filialkirche                 |                                                                             |
|      | Herz Jesu                      | Wassenberg-Effeld            | St. Marien/Wassenberg                 | Wassenberg                   | Filialkirche                 |                                                                             |
|      | St. Johann Baptist             | Wassenberg-Myhl              | St. Marien/Wassenberg                 | Wassenberg                   | Filialkirche                 |                                                                             |
|      | St. Mariä Himmelfahrt          | Wassenberg-Ophoven           | St. Marien/Wassenberg                 | Wassenberg                   | Filialkirche                 |                                                                             |
|      | St. Martin                     | Wassenberg-Orsbeck           | St. Marien/Wassenberg                 | Wassenberg                   | Filialkirche                 |                                                                             |
|      | St. Martinus                   | Wassenberg-Steinkirchen      | St. Marien/Wassenberg                 | Wassenberg                   | Filialkirche                 |                                                                             |
|      | St. Peter und Paul             | Wegberg                      | St. Martin/Wegberg                    | Wegberg                      | Pfarrkirche                  |                                                                             |
|      | St. Adelgundis                 | Wegberg-Arsbeck              | St. Martin/Wegberg                    | Wegberg                      | Filialkirche                 |                                                                             |
|      | St. Vincentius                 | Wegberg-Beeck                | St. Martin/Wegberg                    | Wegberg                      | Filialkirche                 |                                                                             |
|      | St. Rochus                     | Wegberg-Dalheim-Rödgen       | St. Martin/Wegberg                    | Wegberg                      | Filialkirche                 |                                                                             |
|      | St. Mariä Heimsuchung          | Wegberg-Holtum               | St. Martin/Wegberg                    | Wegberg                      | Filialkirche                 |                                                                             |
|      | Heilige Familie                | Wegberg-Klinkum              | St. Martin/Wegberg                    | Wegberg                      | Filialkirche                 |                                                                             |
|      | St. Maternus                   | Wegberg-Merbeck              | St. Martin/Wegberg                    | Wegberg                      | Filialkirche                 |                                                                             |
|      | St. Rochus                     | Wegberg-Rath-Anhoven         | St. Martin/Wegberg                    | Wegberg                      | Filialkirche                 |                                                                             |
|      | St. Mariä Himmelfahrt          | Wegberg-Rickelrath           | St. Martin/Wegberg                    | Wegberg                      | Filialkirche                 |                                                                             |
|      | Heilig Geist                   | Wegberg-Tüschenbroich        | St. Martin/Wegberg                    | Wegberg                      | Filialkirche                 |                                                                             |
|      | St. Johann Baptist             | Wegberg-Wildenrath           | St. Martin/Wegberg                    | Wegberg                      | Filialkirche                 |                                                                             |